# Bruce Beehler
Bruce Beehler (Baltimora, 11 ottobre 1951) è un ornitologo statunitense, ricercatore associato della Bird Division del National Museum of Natural History.
Prima di questa nomina, Beehler ha lavorato per la Conservation International, la Wildlife Conservation Society, Counterpart International e la National Fish and Wildlife Foundation.

## Biografia

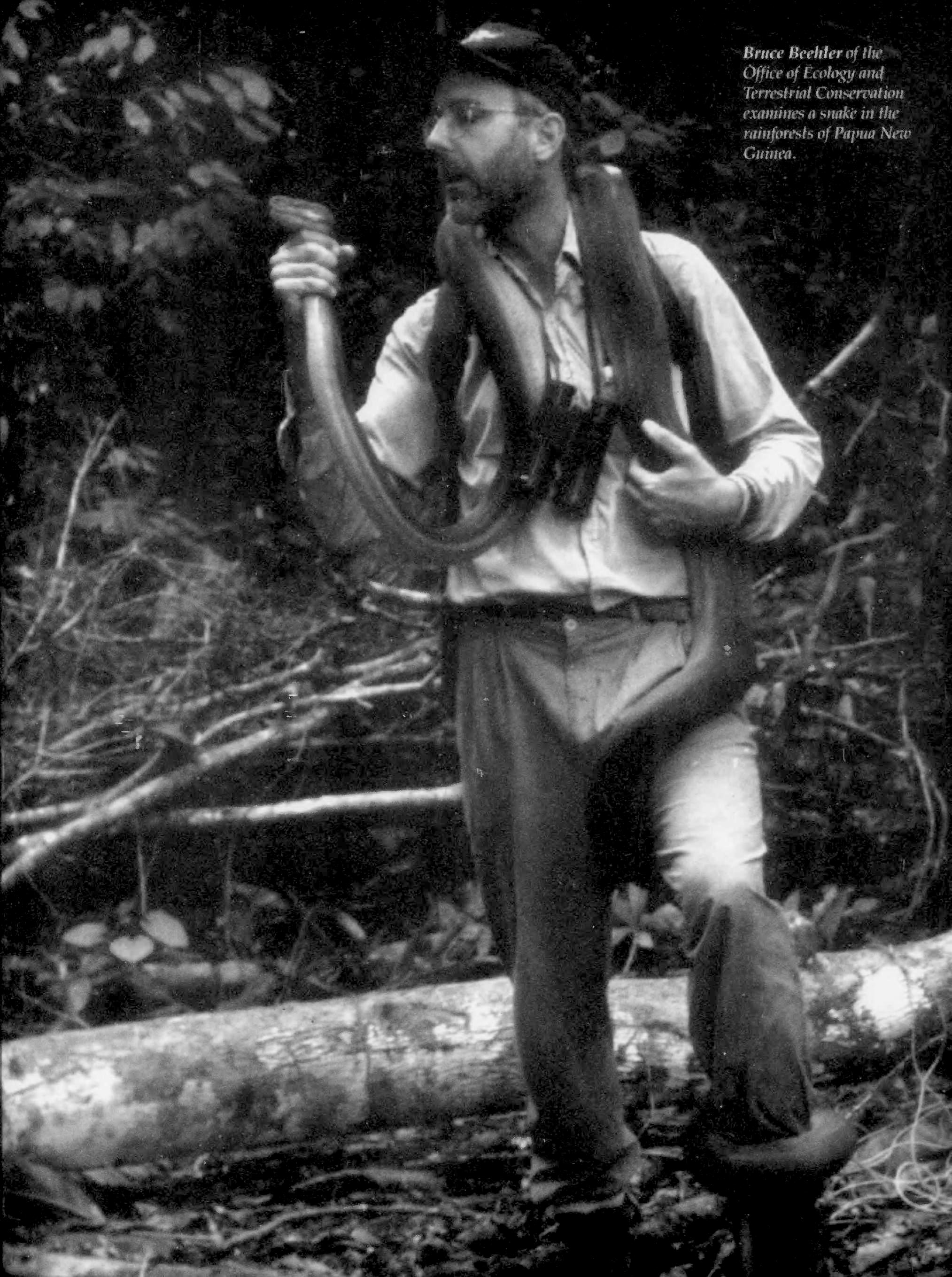
Beehler con un serpente in una foresta pluviale papuana (foto da State Magazine)

Bruce Beehler si è laureato al Williams College e ha conseguito un master e un dottorato di ricerca studiando l'ecologia comportamentale degli uccelli del paradiso all'Università di Princeton.
È stato un'autorità sugli uccelli della Nuova Guinea per diversi decenni, essendo autore o co-autore di diverse importanti opere sulla biodiversità della stessa, la più grande isola tropicale, tra cui The Birds of Paradise (1998), The Birds of New Guinea (1986, 2015 ) e i due volumi Ecology of Papua (2007).
Al grande pubblico, Beehler è meglio conosciuto per aver co-condotto un'indagine di valutazione rapida ampiamente pubblicata sulla diversità biologica nel 2005 sulle montagne Foja, in Papua, dove ha effettuato una serie di scoperte scientifiche insieme a un team internazionale di 11 scienziati, la maggior parte dell'Istituto indonesiano of Sciences (L.I.P.I.) .
I risultati di questa ricerca hanno ampliato le precedenti ricerche condotte nella regione dal dottor Jared Diamond alla fine degli anni settanta e all'inizio degli anni ottanta. Beehler e colleghi, tuttavia, tornarono con le prime fotografie in assoluto di due specie di uccelli, la paradisea dalle sei penne di von Berlepsch (Parotia berlepschi) e l'uccello giardiniere frontedorata (Amblyornis flavifrons), che in precedenza erano conosciuti solo da pochi esemplari. Inoltre, venne scoperta una specie precedentemente sconosciuta di melifagidi, scientificamente descritta nel 2007 come Melipotes carolae. L'epiteto specifico, carolae, commemora Carol Beehler, moglie di Bruce Beehler. Insieme a una squadra di 60 Minutes, Beehler è tornato sui monti Foja nel 2007, ottenendo le prime riprese in assoluto di molte delle specie scoperte nel 2005, nonché incontri con un ratto gigante non descritto (Mallomys) e un minuscolo pigmeo opossum (Cercartetus).